# Serenata tragica - Guapparia
Serenata tragica (Guapparia)  è un film di genere drammatico del 1951 in pellicola in bianco e nero diretto da Giuseppe Guarino.